# Patrick Gleason (artiste)
Pour les articles homonymes, voir Gleason.
Patrick Gleason est un artiste de bande dessinée américain. Il a travaillé pour DC Comics, Marvel Comics et Image Comics.

## Biographie
Né à North Branch, dans le Minnesota, Patrick Gleason débute comme simple employé dans un magasin de comic books avant de devenir artiste de comics. Il commence à travailler pour DC Comics au début des années 2000. C'est son implication dans la saga de Green Lantern Corps durant cinq ans (2005-2010) qui le fait vraiment connaître. Il enchaîne ensuite sur des titres de Batman avec les deux séries de Batman and Robin suivi de Robin: Son of Batman.
En 2019, après ses nombreuses années passées chez DC, Patrick Gleason signe un contrat d'exclusivité chez Marvel. Il commence à travailler sur la série Amazing Spider-Man vol.5, à partir du no 25. Début 2022 sort le dernier numéro de Amazing Spider-Man vol.5. Gleason enchaîne en continuant son travail sur la suite, Amazing Spider-Man vol.6, dessins intérieurs et couvertures. Il réalise en parallèle quelques couvertures pour d'autres séries ou one-shot, comme Captain America: Cold War Omega (2023) ou Star Wars: The Mandalorian n°6 (2022).

### Vie privée
Patrick Gleason est marié, a des enfants et vit à North Branch dans le Minnesota,. Pour travailler sur ses dessins, il partage un studio avec Doug Mahnke,.

## Publications

### DC Comics
- 2002 : JSA
- 2003 : H-E-R-O
- 2003 : JLA: Welcome to the Working Week
- 2004-2005 : Aquaman
- 2005-2006 : Green Lantern Corps: Recharge
- 2006-2010 : Green Lantern Corps
- 2010 : Brightest Day
- 2011 : Batman and Robin vol.1
- 2011-2015 : Batman and Robin vol.2
- 2015-2016 : Robin: Son of Batman
- 2016-2018 : Superman vol. 4
- 2019 : Young Justice vol.3

### Marvel Comics
- 1999 : X-Men Unlimited
- 2019 : Amazing Spider-Man

### Image Comics
- 2002 : Noble Causes